# Orquesta Filarmónica de Bogotá

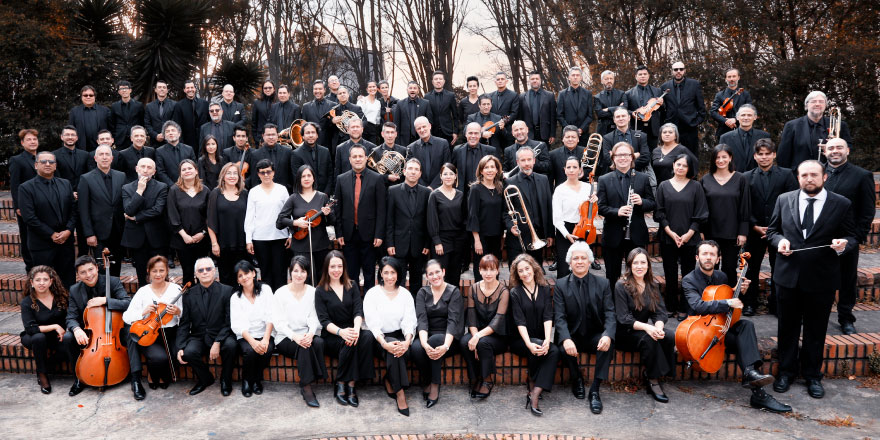
Orquesta Filarmónica de Bogotá

Das Orquesta Filarmónica de Bogotá wurde 1967 u. a. von Raúl Garcia und Jesús Pinzón Urrea mit finanzieller Unterstützung der Fundación Filarmónica Colombiana gegründet. Es ist das zweitälteste Sinfonieorchester Kolumbiens nach dem Orquesta Filarmónica de Cali.
Seit 2021 ist Joachim Gustafsson Chefdirigent des Orchesters.

## Geschichte
Das Philharmonische Orchester von Bogotá wurde durch den Beschluss 71 des Bezirksrats von 1967 als autonome Einrichtung gegründet. Sein Hauptziel bestand in der Verbreitung des klassischen Musikrepertoires in allen sozialen Schichten der Stadt. Bei seiner Gründung übernahm die neue Einrichtung die Statuten der Fundación Filarmónica Colombiana, einer Einrichtung, die 1966 von einer Reihe von Persönlichkeiten aus Politik und Wirtschaft der Stadt gegründet worden war, darunter Firmen wie Ecopetrol oder der J. Glotmann S.A., dessen Geschäftsführer Jaime Glottmann bereits seit vielen Jahren als Mäzen kultureller Einrichtungen tätig war. Urrea war anschließend der erste Chefdirigent des Orchesters und Garcia leitete das Orchester 23 Jahre lang.
Bereits ein Jahr nach seiner Gründung gab das Orchester anlässlich des Besuchs von Papst Paul VI 1968 ein Konzert. Seitdem hat das Orchester fast alle Zyklen von Komponisten wie Mahler, Bruckner und Bartók aufgeführt. Zu den wichtigsten Dirigenten gehören Jaime León, Dimitar Manolov, Francisco Rettig und andere Gastdirigenten wie Kent Nagano und Krzysztof Penderecki.
Im Jahr 2008 gewann das Orchester den Premio Grammy Latino in der Kategorie Bestes Instrumentalalbum. Dieser Erfolg ermöglichte dem Orchester Konzertreisen nach Ecuador, Peru, in die USA, nach Russland, Italien und China.
Das Orchester richtet sich an ein breites Publikum; so trat es zum Beispiel gemeinsam mit der Heavy-Metal-Band Kraken aus Medellin auf und spielte 2016 anlässlich des 478. Geburtstags von Bogotá zusammen mit der Rockband Los PetitFellas im Simón-Bolívar-Park vor über 10.000 Zuschauern. Im Jahr 2017 feierte das Orchester sein fünfzigjähriges Bestehen und nahm am 7. September an der Papstmesse im Parque Metropolitano Simón Bolívar teil.
Die Philharmonie bietet in über 30 Bezirksschulen und Orchesterzentren eine musikalische Ausbildung für Kinder und Jugendliche an und engagiert sich in zahlreichen weiteren Ausbildungsprojekten wie dem Coro Manos Blancas, einem inklusiven Musikensemble. Der Chor besteht aus gehörlosen und hörenden Kindern und Jugendlichen, die gemeinsam Musik durch Gebärdensprache und körperliche Ausdrucksformen interpretieren. Im Jahr 2022 trat der Chor gemeinsam mit Coldplay auf und im Jahr 2025 nahmen sie Teil an der Aufführung der kubanischen Zarzuela „María la O“, die im März 2025 im Teatro Jorge Eliécer Gaitán in Bogotá aufgeführt wurde. Diese Produktion integrierte sowohl gehörlose als auch hörende Darsteller und wurde speziell für ein gemischtes Publikum konzipiert.

## Chefdirigenten
Das Philharmonische Orchester hatte seit seinen Anfängen mehrere international renommierte Dirigenten an der Spitze, darunter:
- 2021: Joachin Gustafsson
- 2018: Josep Caballé
- 2014: Ligia Amadio
- 2011–2013: Enrique Diemecke
- 2010: Lior Shambadal
- 2007: Eduardo Diazmuñoz
- 2003: Irwin Hoffman
- 1991–2003: Francisco Rettig
- 1988–1991: Carmen Moral
- 1981: Dimitr Manolov
- 1970: José Buenagu
- 1967: Jesús Pinzón Urrea